# Библиотекарско друштво Србије
Библиотекарско друштво Србије основано је 14. децембра 1947. године у Београду у Универзитетској библиотеци „Светозар Марковић“ као струковно удружење библиотечких радника свих типова библиотека у Србији. Према Статуту из 2011. године седиште Друштва је у Народној библиотеци Србије у Београду.

## O Друштву
Библиотекарско друштво Србије основано је 14. децембра 1947. године на иницијативу скупа библиотекара у Универзитетској библиотеци Светозар Марковић.
Мисија Друштва је да унапређује и развија библиотечко-информациону делатност, да је модернизује и приближи новим светским библиотечким стандардима и трендовима. Друштво 2009. окупља преко 1600 чланова библиотекара јавних, специјалних, националних, високошколских библиотека.
Школски библиотекари су основали Друштво школских библиотекара Србије 2006. године и струковно су усмерени на сарадњу са Библиотекарским друштвом Србије.
Подстицање перманентног развоја и повезивања библиотека и библиотечких радника, њихова едукација и стручно усавршавање организовањем стручних саветовања, научних скупова, конференција и семинара, представаљају приоритетне циљеве Друштва. Подизање и развој свести о важности и вредности библиотекарства као науке и струке, професионално деловање и промоција у јавности јесу неодвојив чинилац свих активности Библиотекарског друштва Србије.

### Историјат
Друштво је основано под називом Друштво библиотекара Народне Републике Србије. Решењем Народне Републике Србије, Министарства унутрашњих послова од 16. јануара 1948. године одобрено је оснивање и рад Друштва са седиштем у Београду, а са подручјем делатности на територији Народне Републике Србије. Пред библиотекама су били нови задаци и неопходно је било реорганизовати рад у већ постојећим, као и усмерити развој новооснованих библиотека. Било је потребно да се кадар оспособи и уздигне на ниво струке.
Прва група стручњака положила је стручни библиотекарски испит тек 1928. године и до почетка рата у читавој Југославији било је свега око 30 стручних библиотекара.
Један од важних задатака Друштва била је и помоћ библиотекарима на селу.

У својој историји Друштво је било више или мање активно. Почетком двехиљадитих Друштво је радило повремено. На седници јуна 2004. године изабрана је нова управа и почела је ревитализација Друштва. Тада се започело са доношењем нових правних аката, обнављањем организационе структуре, ревитализацијом самих подружница, успостављањем комисија и секција, обнављањем чланства итд.
После Другог светског рата основано је и отворено више нових јавних библиотека него што их је било у бившој Југославији. Требало је плански организовати и учврстити мрежу библиотека. Потребно је било и да се издвоје типови библиотека као и да им се одреди задатак и функција.
Многе научне библиотеке појединих института поставиле су основе за систематско прикупљање научних и стручних збирки како би се надокнадио уништен фонд. Скоро све уништене и оштећене семинарске и факултетске библиотеке поново су оспособљене за рад, а формирано је и много нових.

#### Оснивачка скупштина Друштва библиотекара Народне Републике Србије
Оснивачку скупштину Друштва чинио је скуп библиотекара већином из Универзитетске библиотеке Светозар Марковић, Народне библиотеке Србије и Градске библиотеке у Београду (данас Библиотека града Београда). Поред библиотекара из Београда и његове околине било је и библиотекара широм НР Србије.

#### Друштво југословенских библиотекара
Друштво југословенских библиотекара основано је 1930. године после више организационих састанака. Министарство унутрашњих послова је одобрило 25. новембра 1930. године Правила новооснованог Друштва, а Министарство просвете Краљевине СХС 1. новембра 1931. године. Друштво је покушало да реши нека важна питања библиотечке струке као што су: изједначавање стручног рада у свим библиотекама истог типа, успостављање међубиблиотечке позајмице и помагање око стручног оспособљавања библиотекара. Настојало је да се донесе уредба о обавезном примерку, Закон о библиотекарима, зидање одговарајуће зграде за Народну библиотеку и сл. Друштво није успело да подигне струку ни да донесе било какву уредбу. Због политичких прилика какве су биле пред сам рат почео је да се осипа број чланова и да престаје да функционише као удружење.
При Југословенском друштву библиотекара постојале су секције у Љубљани, Загребу и Београду.

##### Секција Београд ДЈБ
Оснивачка скупштина библиотекара са територије Београда одржана је 4. априла 1931. године, а том приликом основана је Секција Београд и изабрана прва управа. Прва седница управе Секције Београд ДЈБ одржана је 5. априла 1931. године. На првој седници прва тачка дневног реда била је примање у чланство. За председника изабран је Урош Џонић, управник Универзитетске библиотеке.
Године 1937. одржан је други Конгрес Друштва југословенских библиотекара, а Народна библиотека у Београду и Универзитетска библиотека приредиле су велику изложбу рукописа и новина из богатих колекција обе библиотеке.

### Промена имена
Током постојања Друштво је мењало назив.
- Друштво библиотекара НР Србије 1947—1964.
- Друштво библиотекара СР Србије 1964—1974.
- Савез библиотечких радника СР Србије 1975—1985.
- Друштво библиотечких радника Србије 11. јун 1985—1992.
- Библиотекарско друштво Србије 14. децембар 1992-данас

## Организација
Друштво је организовано према територијалном принципу, обухватајући све округе Републике Србије и оне су окупљене у подружнице. Стручни рад Друштва се одвија по комисијама формираних према одређеној стручној области као и у секцијама, формираних према типу библиотека.
- Подружнице
- Секције

### Управа
- Председник Друштва
- Потпредседник Друштва
- Скупштина Друштва
- Управни одборКомисије
- Управа
- Надзорни одбор
- Секретар Друштва

#### Скупштина Друштва
Скупштина Друштва је највиши орган управљања и чине је прадставници свих чланова Друштва. Сваку подружницу на Скупштини заступају по четири представника: председник подружнице и три изабрана представника из саме подружнице.

#### Председници Друштва
- Један од оснивача Друштва и његов први председник од 1947. до 1956. године, а потом његов доживотни председник била је Милица Продановић.
- Милутин Иванушић, Библиографски институт ФНРЈ (1957—1958)
- Владимир Питовић, Универзитетска библиотека Светозар Марковић (1959—1960)
- Чедомир Миндеровић, Народна библиотека Србије (1961—1963, 1964—1965); 1963. године је дао оставку на место председника и оно је за ту годину било упражњено[11]
- Олга Перић, Библиотека града Београда (1965)
- Милорад Панић—Суреп, Народна библиотека Србије (1966—1968)
- Ђуза Радовић, Библиотека САНУ (1968—1970)
- Станија Глигоријевић, Библиотека Ђорђе Јовановић Београд, од 1975. ради у Универзитетској библиотеци Светозар Марковић (1970—1978)
- Милан Јанковић, Библиотека Доситеј Обрадовић, Београд (1978—1981)
- Бранислава Поповић, делегат специјалних библиотека (1981—1985)
- Драган Ћировић, Народна библиотека Србије (1985—1990)
- Добривоје Младеновић, Библиотека Вук Караџић Београд (1990—1992, 1993—1999)[12]
- Радован Мићић, Библиотека Матице српске, Нови Сад (2000—2004)
- Председник Друштва је од јуна 2005. до јуна 2009. била др Александра Вранеш, редовни професор на Катедри за библиотекарство и информатику Филолошког факултета у Београду.
- Од јуна 2009. до 2011. године председник Друштва је др Жељко Вучковић, професор на групи за школско библиотекарство Педагошког факултета у Сомбору.
- Од априла 2011. до 2015. године председник Друштва била је Јасмина Нинков,[13] дипломирани политиколог и библиотекар саветник, од 2009. године директор Библиотеке града Београда.
- Од фебруара 2016. до 2023. године председник Друштва је био др Богдан Трифуновић, директор Градске библиотеке Владислав Петковић Дис у Чачку.[14]
- Од априла 2023. године председник Друштва је Јелена Глишовић, дипломирани библиотекар саветник у Народној библиотеци Србије.

Професионални секретар Друштва од 2005. године је Весна Црногорац из Ниша. Секретар Друштва од маја 2016. године била је је Бојана Вукотић, библиотекар саветник Народне библиотеке Србије. Од 2019. године секретар Друштва је Никола Петаковић.

## Дан библиотекара Србије и награде Друштва
На скупштини Друштва у Аранђеловцу 15. и 16. јуна 1972. године библиотекари доносе одлуку да се 14. децембар сваке године обележава као Дан библиотекара Србије. На тај дан се додељују награде које је установило Друштво.
- Награда Стојан Новаковић
- Награда Записи
- Награда Најбољи библиотекар

### НаградаСтојан Новаковић
Највећа награда коју Друштво додељује појединцу или групи аутора за објављено дело на српском језику из области библиотечко-информационе делатности (теоријски оглед, историјску студију, компаративну анализу, библиографију, штампани каталог и др.) које представља допринос библиотекарству јесте награда Стојан Новаковић.
Награда је утемељена 1972, а први пут је додељена 1997. године. Уручује се сваке године 14. децембра, на Дан библиотекара Србије. Ауторско односно коауторско дело треба да буде објављено у последње две године у односу на годину у којој се додељује.

### НаградаЗапис
Награда Запис је успостављена 28. фебруара 2012. године. Додељује се појединцу заслужном за развој и унапређење библиотечко-информационе делатности. Награда се додељује појединцу за дугогодишњи рад и изузетне резултате на унапређењу библиотечке струке.

### НаградаНајбољи библиотекар
Награда Најбољи библиотекар се додељује једном годишње стручњаку запосленом у билиотечко-информационој делатности. Награда се додељује члановима Библиотекарског друштва Србије за значајне резултате на унапређењу библиотечке струке.

## Чланство у међународним организацијама
- Библиотекарско друштво Србије је члан највеће светске федерације библиотечких удружења и институција (IFLA)[18] од 1950. године. Због познатих општих прилика у Србији деведестих година 20. века, Друштво је тај статус замрзло, да би захваљујући подршци Министарства културе Републике Србије од 2007. године обновило своје чланство.
- Библиотекарско друштво Србије је од 2011. године члан ЕБЛИДА-е.[13]

## Стручни часопис
Друштво издаје стручни часопис Библиотекар, који излази два пута годишње.
Друштво библиотекара НР Србије покренуло је свој часопис Библиотекар, одмах по оснивању Друштва, са идејом да се библиотекарство постави на чврсте темеље и да му се омогући даљи правилан развој у складу са новим потребама у земљи. Идеја часописа је била да обухвати све врсте библиотека и да се на једном месту дискутује о савременим проблемима библиотекарства.

Часопис је на неки начин и хроника Друштва, историјска читанка за теорију и праксу библиотекарства у Србији, Југославији и свету.

## Годишња конференција Друштва
Друштво на годишњем нивоу организује међународне конференције. Зборници конференција са комплетним радовима штампају се увек наредне године.
- Интелектуална слобода и савремене библиотеке, 2004.[21]
- Економска улога библиотека у савременом друштву, 2005.
- Деца и библиотеке, 2006.
- Лидерство у библиотекама : спона науке, културе и привреде, 2007.
- Информациона писменост и доживотно учење, 2008.
- Електронска библиотека, 2009.
- Темељне вредности савременог библиотекарства, 2010.
- Стандардизација и квалитет библиотечких услуга, 2011.
- Хоризонти светског/ европског библиотекарства у дигиталном добу, 2012.
- Отворен приступ знању у библиотекама, 2013
- Медијска и информациона писменост у друштву знања и библиотека, 2014.
- Корисници библиотечких услуга: историјска перспектива и савремене тенденције, 2016.
- О чему говорим када говорим о библиотекама: заговарање, промовисање, лобирање, 2017.
- ИНОВАЦИЈЕ И ТРЕНДОВИ У БИБЛИОТЕКАРСТВУ, 2018.
- МАЛЕ БИБЛИОТЕКЕ У ВЕЛИКОМ ДИЈАЛОГУ ЗА ПРОМЕНЕ, 2019.
- Мобилно библиотекарство: до удаљених корисника путем мобилних апликација, услуга и идеја, 2020.
- После 2020: Нове прилике и перспективе, 2021.
- Удруживање, повезивање и умрежавање библиотекара, 2022.
- Библиотечки простори у физичком и виртуелном окружењу, 2023.